# Conferencias de introducción al psicoanálisis
Conferencias de introducción al psicoanálisis (en alemán «Vorlesungen zur Einführung in die Psychoanalyse»), es una obra compilatoria de conferencias realizadas por Sigmund Freud. La misma consta de tres partes, agrupadas en dos tomos. Las conferencias fueron realizadas entre los años 1915 y 1917.

## Sobre la obra

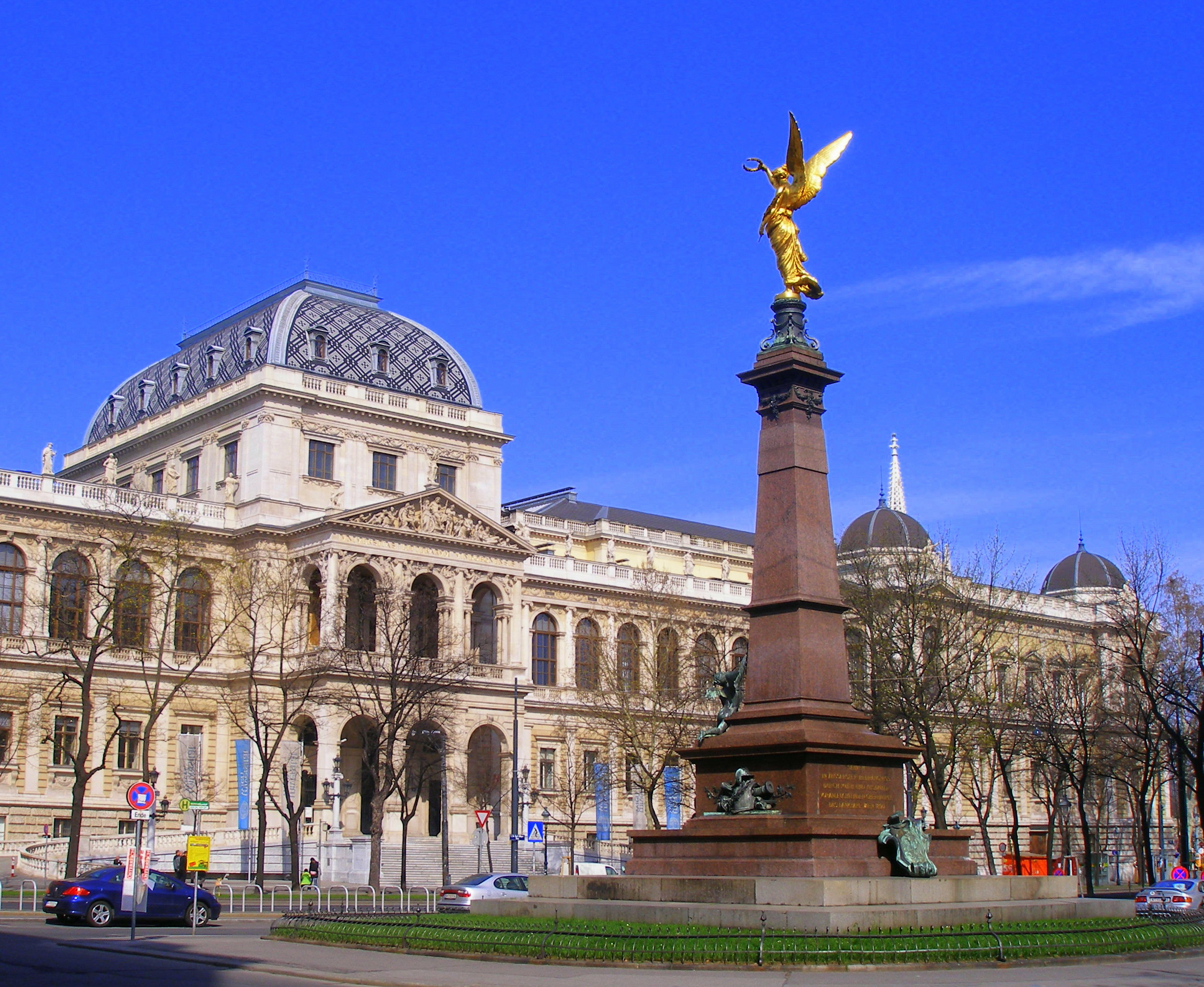
Universidad de Viena donde Freud impartió sus conferencias

Las Conferencias de introducción al psicoanálisis, tuvieron una amplia circulación y fueron muy populares. Fue la más amplia que cualquier otra obra de Freud, excepto tal vez por Psicopatología de la vida cotidiana. El libro también se caracteriza por la cantidad de errores de imprenta que contenía. Aunque se corrigieron algunos en ediciones posteriores, aún se pueden observar numerosas variantes leves en el texto en las sucesivas ediciones.
No está claro cuándo se publicaron las tres partes del libro. La primera parte estaba disponible para la venta a fines de julio de 1916, según una carta de Freud a Lou Andreas-Salomé. Freud le menciona que la segunda parte está a punto de aparecer. Una carta posterior a Abraham, fechada el 18 de diciembre de 1916, sugiere que la segunda parte no se publicó hasta finales de ese año. La tercera parte se publicó en mayo de 1917.
Las conferencias fueron dictadas por Freud en dos períodos de invierno sucesivos durante la Primera Guerra Mundial: 1915-16 y 1916-17. Aunque Freud no conservó registros detallados de sus conferencias anteriores, se sabe que dio numerosas conferencias a lo largo de su vida académica en la Universidad de Viena.
Freud decidió que la serie de conferencias que comenzó en otoño de 1915 sería la última y acordó su publicación a sugerencia de Otto Rank. En el "Prólogo" a las Nuevas conferencias de introducción al psicoanálisis, Freud menciona que la primera mitad de las conferencias anteriores (las que se presentan en el libro) fueron improvisadas y volcadas al papel inmediatamente después, mientras que las de la segunda mitad fueron redactadas en las vacaciones de verano de 1916 en Salzburgo y pronunciadas tal como estaban escritas en el invierno siguiente.
Freud utilizó el método de la conferencia para exponer sus puntos de vista en varias de sus obras, no solo en las conferencias reales que dictó. Aunque le disgustaba dar conferencias según se ha dicho, su forma de presentar sus puntos de vista era más bien como una conversación tranquila e íntima con su auditorio. Sus conferencias tenían una forma definida y a menudo daban la impresión de tener una unidad estética.

## Contenido
Las Conferencias de introducción al psicoanálisis pueden considerarse como un inventario de los puntos de vista de Freud y la posición del psicoanálisis durante la Primera Guerra Mundial. Aunque Freud menciona en el "Prólogo" que el contenido de las conferencias no es especialmente novedoso, el libro sigue siendo interesante y ofrece ideas y explicaciones que no se encuentran en otros lugares.
Las conferencias abordan una amplia gama de temas, desde la teoría de los sueños y el simbolismo hasta la angustia, las fantasías primordiales y las perversiones.
Freud presenta sus ideas de manera accesible y utiliza ejemplos clínicos para ilustrar sus conceptos. También se destaca la forma en que Freud establece un diálogo imaginario con su audiencia, planteando objeciones y fomentando la discusión.

### Parte I
Los actos fallidos (1916 [1915])
- 1° conferencia. Introducción
- 2° conferencia. Los actos fallidos
- 3° conferencia. Los actos fallidos (continuación)
- 4° conferencia. Los actos fallidos (conclusión)

### Parte II
El sueño (1916 [1915-16]) 
- 5° conferencia. Dificultades y primeras aproximaciones
- 6° conferencia. Premisas y técnica de la interpretación
- 7° conferencia. Contenido manifiesto del sueño y pensamientos oníricos latentes
- 8° conferencia. Sueños de niños
- 9° conferencia. La censura onírica
- 10° conferencia. El simbolismo en el sueño
- 11° conferencia. El trabajo del sueño
- 12° conferencia. Análisis de ejemplos de sueños
- 13° conferencia. Rasgos arcaicos e infantilismo del sueño
- 14° conferencia. El cumplimiento de deseo
- 15° conferencia. Incertezas y críticas

### Parte III
Doctrina general de las neurosis (1917 [1916-17]) 
- 16° conferencia. Psicoanálisis y psiquiatría
- 17° conferencia. El sentido de los síntomas
- 18° conferencia. La fijación al trauma, lo inconsciente
- 19° conferencia. Resistencia y represión
- 20° conferencia. La vida sexual de los seres humanos
- 21° conferencia. Desarrollo libidinal y organizaciones sexuales
- 22° conferencia. Algunas perspectivas sobre el desarrollo y la regresión. Etiología
- 23° conferencia. Los caminos de la formación de síntoma
- 24° conferencia. El estado neurótico común
- 25° conferencia. La angustia
- 26° conferencia. La teoría de la libido y el narcisismo
- 27° conferencia. La trasferencia
- 28° conferencia La terapia analítica